# Tethocyathus microphyllus
Espèce
Tethocyathus microphyllus est une espèce fossile de coraux durs de la famille des Caryophylliidae.

## Répartition
Les fossiles de cette espèce, datant du Miocène (du Langhien au Tortonien ; soit il y a entre 7,2 à 14 Ma), ont été trouvés dans ce qui est aujourd'hui la Pologne, la France et le Maroc.

## Systématique
Le nom valide complet (avec auteur) de ce taxon est Tethocyathus microphyllus (Reuss (d), 1872).
L'espèce a été initialement classée dans le genre Thecocyathus sous le protonyme Thecocyathus microphyllus Reuss, 1872.
Tethocyathus microphyllus a pour synonyme :
- Thecocyathus microphyllus Reuss, 1872

### Publication originale
- (de) August Emanuel von Reuss, « Die fossilen Korallen des österreichisch-ungarischen Miocäns », Denkschriften der Kaiserlichen Akademie der Wissenschaften. Mathematisch-Naturwissenschaftliche Klasse, Autriche, vol. 31,‎ 1872, p. 197-270.